# Берг, Ефрем Соломонович
Ефре́м Соломо́нович Берг (1875 год — 9 октября 1937 года) — российский революционер, деятель партии эсеров, член ЦК ПСР.

## Биография
Ефрем Соломонович Берг родился в  1876 (иногда: 1875) году; сын еврея-кантониста. Вырос в Петербурге. Образование низшее.
Рабочий, член ПСР. Участвовал в работе «Петербургского союза борьбы за освобождение рабочего класса». В 1901 году выслан под гласный надзор в Новгород. 
В 1905 году арестован на заседании Петербургского Совета рабочих депутатов, сослан в Вологодскую губернию. 
В 1917 году избран кандидатом в члены ЦК эсеров (по другим сведениям с мая 1917 года член ЦК ПСР). Избран членом исполкома Петроградского Совета, ВЦИК и Предпарламента. 
В марте 1918 участвовал в создании Чрезвычайного собрания уполномоченных фабрик и заводов Петрограда (ЧСУФЗП). Избран председателем ЧСУФЗП. 20-21 июня 1918 года Председатель Всероссийского рабочего съезда в Москве. Несмотря на массовые аресты делегатов в съезде участвовали делегаты от рабочих Петрограда, Москвы, Коломны, Тулы, Сормово, Кулебак, Твери, Нижнего Новгорода, Вологды, Бежиц, Орла, Боткинского завода. Помещен с другими арестованным в Таганскую тюрьму. 
Неоднократно арестовывался органами ВЧК—ОГПУ.
- 7 августа 1922 года — Верховным ревтрибуналом при ВЦИК осуждён к 5 годам тюремного заключения.

…дальше был 1922 год, знаменитый процесс над правыми эсерами, проходивший в Колонном зале Дома Союзов, — на нем председательствовал Пятаков, а обвинителями выступали Крыленко, Луначарский и Покровский. Родственники подсудимых получили места в первых рядах. На вопрос суда: «Признаёте ли вы себя виновным?» — Ефрем Берг ответил: «Я виновен только в том, что я мало с вами боролся. Я буду продолжать бороться и дальше».
Бергу дали 5 лет — столько же, сколько потом, в 37…
- В январе 1924 г. — после сокращения срока заключения до 2,5 лет, был выслан на 3 года в Темир-Хан-Шуру.
- В сентябре 1936 г. — был на 3 года сослан в Ташкент.
- 1937 год — арестован.
- 26 сентября 1937 года — осуждён; приговорён к ВМН[3].
- 9 октября 1937 года — расстрелян.
- 15 мая 2001 г. — реабилитирован.

## Личная жизнь
Жена: Ида Савельевна.
Дочери:
- Ревекка Ефремовна Берг (Разгон) (1905—1991)
- Анна Ефремовна Берг (род. 1913)